# 동진 강제
진 강황제 사마악(晉 康皇帝 司馬岳)은 중국 동진의 제4대 황제이다. 명제의 아들이자 성제의 동복동생이며, 자는 세동(世同)이다.

## 생애
성제가 죽으니 원래 부자계승의 원칙에 따라 성제의 아들이 제위에 올라야 했으나 중서감 유빙이 "국가는 강한 적을 갖고 있으니 의당 어른이 된 군주를 세워야 한다"라고 하여 낭야왕 사마악을 후계자로 삼았다.

## 기년
| 강제        | 원년            | 2년        |
| ----------- | --------------- | ---------- |
| 서력 (西曆) | 343년           | 344년      |
| 간지 (干支) | 계묘(癸卯)      | 갑진(甲辰) |
| 연호 (年號) | 건원(建元) 원년 | 2년        |

## 능묘
- 숭평릉(崇平陵)